# The Pillar Stone
The Pillar Stone est un menhir situé près de Bruff, dans la province du Munster, en Irlande.

## Situation
Le mégalithe est situé à environ cinq kilomètres au nord de Bruff ; il se dresse dans un pré situé entre la route R512 et le Lough Gur.

## Description
La pierre mesure environ 3,50 m de hauteur et 1,50 m de largeur. Elle se trouve à proximité d'un cercle de pierres (en).